# Emiliano Moretti
Emiliano Moretti és un futbolista italià nascut a Roma (Itàlia) l'11 de juny del 1981. Juga de lateral esquerre i el seu actual equip és el Genoa CFC.

## Biografia

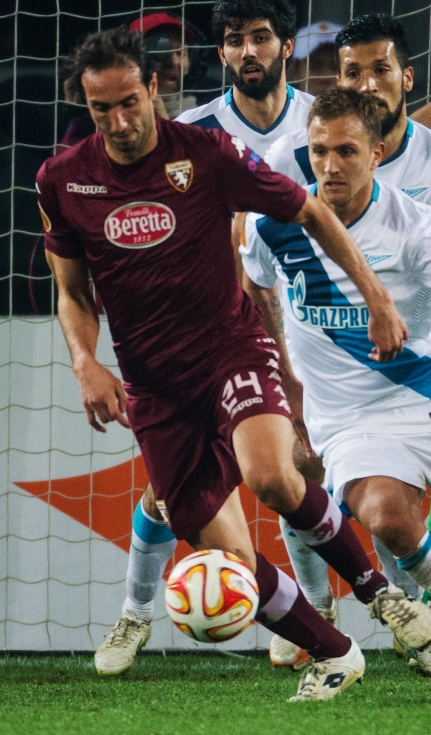
Moretti al Torino el 2015.

Emiliano Moretti és un lateral ràpid i potent que destaca més per la seva habilitat per a destruir el joc del rival que per la seva capacitat atacant, cosa que li permet disputar en moments puntuals determinats partits com defensa central. Després de formar-se com a jugador en l'equip amateur del Lodigiani va ser fitxat per la Fiorentina durant la temporada 2000-2001. En el seu periple en el club toscà va assolir una Copa d'Itàlia i va disputar la Copa de la UEFA.
L'estiu de 2002 va signar per la Juventus FC que tenia la intenció de deixar-lo cedit en el seu club d'origen però la fallida d'aquest i el seu consegüent descens ho va impossibilitar romanent mitja temporada en el club de Torí on tot just va disputar sis partits. En el mercat d'hivern va ser cedit al Mòdena FC.
AL finalitzar la campanya va ser comprat pel Parma FC amb el qual no va arribar a debutar, ja que el va cedir novament, aquesta vegada al Bolonya FC on va realitzar una notable temporada que va servir perquè el modest equip de l'Emília-Romanya arribés a una meritòria dotzena plaça final en la Sèrie A.
Després d'aquest periple va ser traspassat al València CF. A l'equip valencianista després d'una primera temporada d'aclimatació on va compartir el lloc de lateral esquerre amb Amedeo Carboni i Fabio Aurelio jugant de vegades com defensa central s'ha consolidat en la temporada 2005-2006 com a titular indiscutible en el lateral esquerre d'una de les millors defenses de la lliga.
L'11 de juliol de 2009 va fitxar pel Genoa CFC, tornant novament a la Lliga Italiana.

### Internacional
Ha estat internacional amb la selecció italiana en cinc ocasions. Va disputar el mundial del Japó i Corea 2002 encara que només va participar en un partit.

## Palmarès

### Nacionals
| Títol         | Club        | País          | Any  |
| ------------- | ----------- | ------------- | ---- |
| Copa d'Itàlia | Fiorentina  | Itàlia        | 2001 |
| Copa del Rei  | València CF | País Valencià | 2008 |

### Internacionals
| Títol           | Equip  | País   | Any  |
| --------------- | ------ | ------ | ---- |
| Eurocopa sub-21 | Itàlia | Itàlia | 2004 |